# Tom Hiariej
Tom Hiariej (Winschoten, 25 luglio 1988) è un ex calciatore olandese, di ruolo difensore.

## Palmarès

### Competizioni nazionali
- Coppa dei Paesi Bassi: 1

Groningen: 2014-2015